# Clubiona chathamensis
Clubiona chathamensis är en spindelart som beskrevs av Simon 1905. Clubiona chathamensis ingår i släktet Clubiona och familjen säckspindlar.
Artens utbredningsområde är Chathamöarna. Inga underarter finns listade i Catalogue of Life.